# فلاديمير بيغورا
فلاديمير بيغورا (بالإسبانية: Vladimir Bigorra)‏ مواليد 9 أغسطس 1954 في تشيلي، هو لاعب كرة قدم تشيلي سابق كان يلعب كمدافع. سبق له أن لعب في كأس العالم لكرة القدم مع منتخب بلاده. لعب خلال مسيرته 569 مباراة سجل خلالها 11 هدفاً.

## المسيرة الاحترافية

### أندية لعب لها
- جامعة تشيلي

## روابط خارجية
- فلاديمير بيغورا على موقع الاتحاد الدولي (مؤرشف)  (الإنجليزية)
- فلاديمير بيغورا على موقع قاعدة بيانات كرة القدم.إي يو (الإنجليزية)
- فلاديمير بيغورا على موقع ناشيونال فوتبول تيمز (الإنجليزية)
- فلاديمير بيغورا على موقع عالم كرة القدم.نت (الإنجليزية)